# Tubolaimoides tenuicaudatus
Tubolaimoides tenuicaudatus är en rundmaskart som först beskrevs av Allgen 1934.  Tubolaimoides tenuicaudatus ingår i släktet Tubolaimoides och familjen Linhomoeidae. Arten är reproducerande i Sverige. Inga underarter finns listade i Catalogue of Life.